# کازوئو هیرایی
کازوئو «کاز» هیرایی (به ژاپنی: 平井 一夫 Hirai Kazuo) (زادهٔ ۲۲ دسامبر ۱۹۶۰)، یک بازرگان ژاپنی است. او بیشتر به عنوان رئیس سابق شرکت سونی شناخته می‌شود که از آوریل ۲۰۱۸ تا ژوئن ۲۰۱۹ در این مقام مشغول به خدمت بود. او که قبلاً یکی از مدیران موفق در بخش سونی اینتراکتیو انترتینمنت و سونی میوزیک بوده‌است، از تاریخ ۱ آوریل ۲۰۱۲ تا آوریل ۲۰۱۸ به عنوان رئیس و مدیر عامل اجرایی شرکت سونی فعالیت کرد. او در ۱۸ ژوئن ۲۰۱۹، به‌طور کامل از شرکت سونی بازنشسته شد، در غیر این صورت به عنوان مشاور ارشد شرکت باقی می‌ماند.

## تاریخچه
کاز هیرایی زاده ۲۲ دسامبر ۱۹۶۰ در توکیوی ژاپن است. او در مدرسه‌ای آمریکایی در ژاپن مشغول به تحصیل شد. او فرزند یک بانکدار ثروتمند بود و به همین سبب به‌طور مداوم همراه با پدر خود به سراسر جهان مانند کالیفرنیا، نیویورک، کانادا و سراسر ژاپن سفر می‌کرد، عاملی که به گفته خودش، دلیل اصلی موفقیت در کسب و کار وی گردیده‌است و همچنین به همین علت او به راحتی و روان به زبان انگلیسی صحبت می‌کند. کاز هیرایی کار خود را از سال ۱۹۸۴، در سونی سی بی اس (که امروزه با نام سرگرمی سونی میوزیک در ژاپن شناخته می‌شود) به عنوان بازاریاب برای سونی میوزیک مشغول بکار شد و بعد از آن در راس امور تجاری بین‌المللی قرار گرفت. او سپس به دفتر جدید موسیقی سونی ژاپن واقع در نیویورک نقل مکان کرد، جایی که به عنوان مسئول بازاریابان هنرمند موسیقی سونی ژاپن مشغول بکار شد. در سال ۱۹۵۵ به بخش سونی اینتراکتیو انترتینمنت در آمریکا پیوست و در سال ۱۹۹۹ به عنوان رئیس و مدیرعامل سونی اینتراکتیو انترتینمنت با مسئولیت کلی تمام عملیات مربوط به این بخش در آمریکا منصوب شد.